# ريتشاني

ريتشاني هي بلدة تقع في مقاطعة براغ-شرق، إقليم بوهيميا الوسطى بجمهورية التشيك، يبلغ عدد سكانها حوالي 16 ألف نسمة.